# 斯托基
49°37′44″N 24°21′50″E / 49.62889°N 24.36389°E

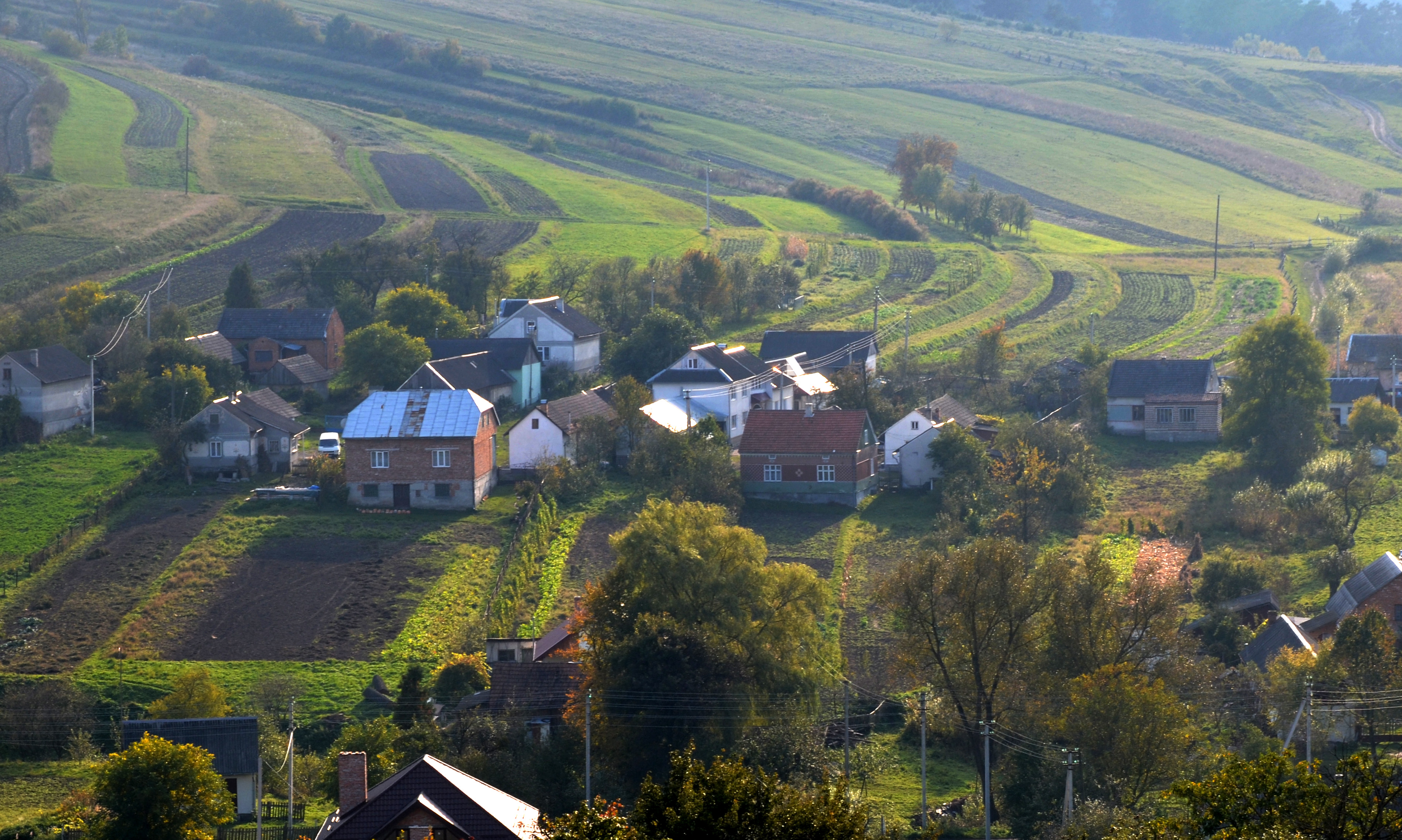

斯托基（烏克蘭語：Стоки），是烏克蘭西部的村莊，隸屬利維夫州的利維夫區。該村面積1.35平方公里，海拔高度331米，人口390。